# Авсіян Йосип Абрамович
Йосип Абрамович Авсіян (20 травня 1918, Павлоград — 9 квітня 2003, Москва) — російський радянський художник і педагог. Заслужений працівник культури РРФСР з 22 грудня 1975 року.

## Біографія
Народився 20 травня 1918 року в місті Павлограді (нині Дніпропетровська область, Україна). З 1919 року мешкав у Сімферополі. У 1933 році закінчив середню школу і рік навчався на четвертому курсі вечірнього Кримпедробфаку, одночасно з 1928 року займався в студії Миколи Самокиша.
У 1936 році поїхав до Ленінграда, де навчався в школі юних обдарувань при Ленінградському інституті живопису, скульптури й архітектури у Павла Філонова. У 1937 році вступив на другий курс графічного факультету Московського державного художнього інституту. Навчався у Аристарха Лентулова, Миколи Радлова, Олександра Соловйова, Гліба Горощенка. З початком німецько-радянської війни, перебуваючи у Сімферополі, у червні—серпні 1941 року працював у спеціальній бригаді художників при Спілці радянських художників Криму з виготовлення агітплакатів та Вікон ТАРС. Після приїзду до Москви працював над оборонними плакатами в агітбригаді, яку очолював Дмитрій Моор. Після евакуації інституту в Самарканд під керівництвом Дмитрія Моора виконав дипломну роботу — серію ілюстрацій до роману Миколи Островського «Як гартувалася сталь». 10 грудня 1942 року йому було присвоєно кваліфікацію художника-графіка. Надалі працював у Самарканді художником у Другому Харківському бронетанковому училищі, потім у художньо-виробничих майстернях Московського державного художнього інституту. 7 травня 1943 року мобілізований до Червоної армії, служив у Самарканді в 17-му окремому батальйоні автоматників. 30 липня 1943 року демобілізований за наказом командування Середньоазійського військового округу, після чого очолив художньо-агітаційну бригаду, з якою, за завданням Самаркандського обкому партії, їздив колгоспами Самаркандського району. У 1943 році вступив до Самаркандського відділення Спілки художників Узбецької РСР.
Наприкінці 1943 року за викликом Кримського уряду прибув у Краснодар, де 1 грудня 1943 року призначений інспектором Управління у справах мистецтв при Раді народних комісарів Кримської АРСР. Працював художником у Краснодарському товаристві «Художник», виконав для Кримського обкому партії велику карту районів партизанського руху в Криму, малював портрети вождів. У перші дні після звільнення Криму повернувся до Сімферополя, де до листопада 1944 року працював інспектором Управління у справах мистецтв при Раді народних комісарів Кримської АРСР, займався відновленням роботи Кримського художнього училища імені Миколи Самокиша та Сімферопольської картинної галереї, створенням Художньої ради при Управлінні у справах мистецтв Ради народних комісарів Кримської АРСР (став членом ради), відтворенням Спілки художників Кримської АРСР (обіймав посаду заступника голови Оргкомітету Спілки художників Кримської АРСР з 18 серпня 1944 року по 1 липня 1945 року), організацією Ялтинського товариства «Художник». Складав акти збитків, завданих культурним об'єктам Криму німецькими окупантами, проводив збирання речей, які мали художню цінність.
З 15 травня 1944 року по 1947 рік та з 25 серпня 1949 року по 15 червня 1950 року викладав живопис, малюнок та композицію у Кримському художньому училищі імені Миколи Самокиша. Серед учнів: Олександр Береговий, Жозеф Єфімовський, Віра Максимушкіна. Як художник працював за трудовими угодами з Обласним відділом у справах мистецтв, з «Крымиздатом», виконав низку робіт через «Стіл замовлень» при уповноваженому Художнього фонду СРСР у Криму. З 17 січня 1950 року — член відтвореного товариства «Кримхудожник». Протягом 1944—1950 років мешкав у Сімферополі в будинку на вулиці Жуковського, № 24, квартира № 44.
Наприкінці 1950 року виїхав із Криму. Надалі мешкав у Подольську, де протягом 1950—1951 років викладав у Подольському художньому училищі. З 1951 року — в Москві, де викладав у Московському художньо-промисловому інституті та Московському художньому училищі імені 1905 року. Серед учнів: Василь Астахін, Вілен Дворянчиков, Станіслав Ісаєв, Любов Качаліна. Автор навчальних посібників:
- «Натура та малювання за поданням» (Москва: Образотворче мистецтво, 1985);
- «Композиція. На шляху до творчості» (Москва: Лінор, 2004)[1].

З 1966 року мешкав у Москві в будинку на вулиці Давидковській, № 4, корпус № 3. Помер в Москві 9 квітня 2003 року. Похований в Москві на Востряковському кладовищі (квадрат 39-1, ряд 4).

## Творчість
Працював у галузях станкової і книжкової графіки, станкового живопису (писав тематичні картини, портрети, пейзажі, натюрморти). Серед робіт:
живопис
- «Наліт кримських партизанів на німецький штаб» (1944, репродукувалася у газеті «Червоний Крим» за 3 вересня 1944; Центральний музей Збройних сил Росії);
- «Портрет Іллі Рєпіна» (1944, Кримський академічний російський драматичний театр імені Максима Горького);
- «Портрет Івана Крилова» (1944, Кримський академічний російський драматичний театр імені Максима Горького);
- «Портрет маршала Радянського Союзу Федора Толбухіна» (1945);
- «Повернення героя» (1945, Кримський республіканський краєзнавчий музей);
- «Натюрморт. Півонії» (1946);
- «Інтер'єр» (1946);
- «У сім'ї» (1947);
- «Кримський пейзаж» (1947);
- етюд «А. Варгос» (1947);
- серія «На вулицях Москви» (1959, темпера).

станкова графіка
- серія «Севастопольські замальовки» (1944, туш, картон; Сімферопольський художній музей, Севастопольський художній музей);
- «Прощання моряків» (1947, сангіна);
- «Портрет художника А. В. Мартинова» (1947, туш);
- «Портрет художника Ігоря Савицького» (1947, картон);
- «Портрет мічмана Ставропольського А. Л.» (1947, соус, сепія);
- «Портрет художника І. Шеберстова» (1947, картон);
- «Портрет старшого лейтенанта Ачкіназі А.» (1947, картон);
- «Портрет художника Г. Колесова» (1947, автолітографія);
- «За читанням книги» (1947, картон);
- «1920 рік» (1947, акватинта).;
- «Петро Чайковський» (1963, ліногравюра).

Виконав спільно з Федором Волошком серії «Комуніст Юліус Фучик» (1951, туш) та «Колгоспні будні» (1954, чорнило, акварель).
ілюстрації до
- оповідання Максима Горького «Каїн та Артем» (1946, автолітографія; Сімферопольський художній музей);
- оповідання Антона Чехова «Каштанка» (1946, автолітографія; Сімферопольський художній музей);
- роману Івана Козлова «У Кримському підпіллі» (1948, «Клятва», соус, гуаш, білила; «На завдання», соус, гуаш; Кримський республіканський краєзнавчий музей);
- «Повісті про те, як посварився Іван Іванович з Іваном Никифоровичем» Миколи Гоголя;
- казок Олександра Пушкіна;
- повісті Еммануїла Казакевича «Зірка»;
- книги оповідань Миколи Вагнера «Зойкин наречений»;
- оповідань Петра Проскуріна «Тайгова пісня»;
- російських народних казок;
- серії книжок «Нова шкільна бібліотека. Срібний вік»;
- серії розвивальних книжок для дошкільнят «Я починаю вчитися», «Я хочу вчитися»;
- серії освітніх довідників «Канада», «Америка», «Австралія».

Брав участь у виставках з 1935 року, зокрема;
- II Всекримська виставка самодіяльного образотворчого мистецтва (Сімферополь, 1935; 3-тя премія);
- Фронтова виставка 4-го Українського фронту «Від Волги до Севастополя» (Москва, 1944);
- II виставка Спілки радянських художників Криму. Виставка робіт кримських художників до річниці визволення Криму від німецько-фашистських загарбників (Сімферополь, 1945);
- III виставка робіт Спілки радянських художників Криму (Сімферополь, 1946);
- IV виставка робіт Спілки радянських художників Криму, присвячена ХХХ річниці Великої Жовтневої соціалістичної революції (Сімферополь, 1947);
- V Обласна художня виставка, присвячена 30-річчю Радянської армії (Сімферополь, 1948);
- Пересувна виставка творів художників Північного Кавказу і Криму (Ростов-на-Дону, 1950);
- Всесоюзна художня виставка (Москва, 1951, 1954);
- Республіканська виставка творів художників країв, областей і автономних республік РРФСР (Москва, 1953, 1954);
- Виставка творів художників Московської області (Москва, 1953, 1954, 1955, 1960, 1966, 1967).

У 1955 році його роботи експонувалися на виставці у Варшаві.